# تله‌سی‌یژ

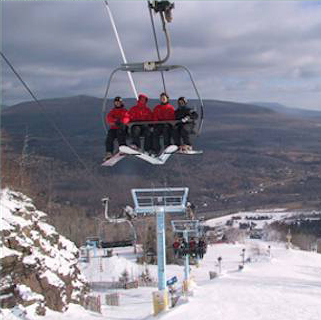

تله‌سی‌یِژ (به فرانسوی: Télésiège) گونه‌ای وسیله جابه‌جایی یا بالابر است که معمولاً در پیست‌های اسکی و برخی پارک‌های منطقه‌ای به‌کار می‌رود. این بالابر از یک حلقه کابل فولادی پیوسته بین دو ایستگاه تشکیل شده که مجموعه‌ای از صندلی‌ها را جابه‌جا می‌کند و معمولاً تعدادی دکل میانی کابل را نگه می‌دارند.
وسیله‌های جابه‌جایی مشابه تله‌اسکی و تله‌کابین هستند که تفاوت‌هایی با تله‌سی‌یژ دارند.